# Karati
Karati (arab. قراطي) – wieś w Syrii, w muhafazie Idlib. W 2004 roku liczyła 567 mieszkańców.